# USS Essex (CV-9)
USS Essex (CV/CVA/CVS-9) var ett hangarfartyg och det första av 24 fartyg i Essex-klassen som byggdes för amerikanska flottan under andra världskriget. Hon var det fjärde fartyget i amerikanska flottan med det namnet. Hon byggdes vid Newport News Shipbuilding och sjösattes den 31 juli 1942 och togs i tjänst i december samma år. Hon deltog i flera strider under stillahavskriget och mottog Presidential Unit Citation och 13 battle stars. Hon togs ur tjänst kort efter kriget och moderniserades och togs åter i tjänst i början av 1950-talet som ett attackhangarfartyg (CVA). Hon blev till slut ett ubåtjaktshangarfartyg (CVS). Under hennes andra tjänstgöringsperiod tjänstgjorde hon huvudsakligen i Atlanten och deltog i Kubakrisen. Hon deltog i Koreakriget och mottag fyra battle stars och Navy Unit Commendation. Den blivande astronauten Neil Armstrong tjänstgjorde i en av Essex flygdivisioner, VF-51, under Koreakriget. Hon var det primära återhämtningsfartyget för rymdfärden Apollo 7. Hon togs ur tjänst för sista gången 1969 och såldes som skrot 1975.